# 递归滤波器
递归滤波器是在信號處理中的一種濾波器，用其中一個或多個輸出信號為其輸入。例如以下的濾波器中有使用上個時間的輸出y[n − 1]來得到這個時間的輸出y[n]，因此是递归滤波器：
y[n] = 0.5y[n − 1] + 0.5x[n].
這種濾波器一般會產生無窮長度的脈衝響應（一般稱為無限脈衝響應，簡稱IIR），其特點是指數成長、指數衰減或是弦波的輸出。
不過递归滤波器不一定都有無窮脈衝響應，像有些移動平均的實現方式就會用到递归滤波器，不過仍為有限脈衝響應。
以下是一個將4個輸入平均的移動平均濾波器
y[n] = 0.25x[n] + 0.25x[n − 1] + 0.25x[n − 2] +0.25x[n − 3].
以下也是同一個移動平均濾波器，但用递归滤波器實現。
y[n] = y[n-1] + 0.25x[n] - 0.25x[n − 4].

## 递归滤波器的例子
- 卡尔曼滤波